# Маванагама (Грама Ніладхарі)
Грама Ніладхарі Маванагама (№ 142I) — Грама Ніладхарі підрозділу ОС Дехіаттакандія, округ Ампара, Східна провінція, Шрі-Ланка.

## Демографія
| Населення (2007) | Населення (2007) | Населення (2007) | Населення (2007) | Населення (2007) |
| Населення        | Чоловіки         | Жінки            | Діти             | Дорослі          |
| ---------------- | ---------------- | ---------------- | ---------------- | ---------------- |
| 3,808            | 1,944            | 1,864            | 1,312            | 2,496            |